# Rabenschlacht
Die Rabenschlacht bezeichnet ein militärisches Aufeinandertreffen des rex italiae („König Italiens“) Odoaker und des Ostgotenkönigs Theoderichs des Großen im Jahr 493. Vorangegangen war eine zweijährige Belagerung der von Odoaker gehaltenen Stadt Ravenna (deutsch Raben).

## Vorgeschichte und historische Schlacht
Der germanische Offizier Odoaker hatte im September 476 den letzten weströmischen Kaiser Romulus Augustulus abgesetzt und sich selbst zum König (rex italiae) ernannt. Die Insignien des weströmischen Kaisertums (ornamenta palatii) hatte Odoaker nach Konstantinopel gesandt und sich der Oberhoheit Ostroms unterstellt. Spätestens 480 wurde er vom oströmischen Kaiser Zenon als Regent des westlichen Reichsteils de facto anerkannt.
Odoaker konnte seinen Machtbereich in den Folgejahren deutlich ausdehnen: 477 pachtete er Sizilien von den Vandalen, 481 eroberte er, nach dem Tod des Julius Nepos, Dalmatien und 488 zerstörte er das Reich der Rugier in Noricum. Um dieser angewachsenen Machtfülle zu begegnen, entsandte Zenon seine ostgotischen foederati unter ihrem Anführer Theoderich, um Odoaker zu entmachten. Theoderich sollte Italien für das Imperium zurückerobern, bis der Kaiser selbst in den Westen kommen würde.
Nach mehreren Siegen über Odoaker (489 am Isonzo und bei Verona, am 11. August 490 an der Adda), begann Theoderich 491 mit der Belagerung von Ravenna. Nachdem ein Ausbruchsversuch der Eingeschlossenen im Juli 491 gescheitert war, zog sich die Belagerung über zwei Jahre hin. Anfang 493 sah Odoaker sich der Gefahr einer Hungersnot ausgesetzt, da Theoderich eine Blockade des Hafens gelungen war, Ravenna aber nur über das Meer versorgt werden konnte. Odoaker versuchte daher einen neuerlichen Ausbruch (die sagenhafte Rabenschlacht), der allerdings misslang. Am 25. Februar stimmte er deshalb der Aufnahme von Friedensgesprächen zu.

## Folgen

### In der Politik

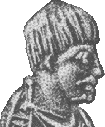
Odoaker (Münzporträt)

Da beide Seiten während der jahrelangen Kämpfe schwere Verluste erlitten hatten, willigte Theoderich in den Vorschlag des Bischofs Johannes von Ravenna ein, der für beide Herrscher eine gemeinsame Regentschaft über Italien vorsah. Der Vertrag wurde am 27. Februar vereinbart und beeidet. Doch zehn Tage nach dem Einzug der Ostgoten in Ravenna, am 15. März 493, tötete Theoderich Odoaker bei einem Versöhnungsmahl eigenhändig und erhob sich zum Alleinherrscher. Unter seiner Herrschaft genoss Italien nach rund 90 Jahren Krieg und zunehmender Zerrüttung wieder Frieden.

### Im Bewusstsein der Menschen
Das wilde Schlachten hat die Zeitgenossen und die folgenden Generationen stark beschäftigt. Die Ereignisse bilden möglicherweise die Vorlage für die Sagen um Dietrich von Bern (= Theoderich), so auch für den Bericht über Wittichs Kampf gegen den Bruder Dietrichs und die Söhne Etzels und über Dietrichs Rache. Rabenschlacht ist der Titel einer mittelhochdeutschen Heldendichtung des 13. Jahrhunderts, die der Gruppe der historischen Dietrichepik zugerechnet wird. Das Hildebrandslied, ein germanisches Heldenlied, zeigt Motive, die auf den zeitlichen und politischen Kontext der Schlacht hinweisen.